# Dale i Sunnfjord
Dale este o localitate din comuna Fjaler, provincia Sogn og Fjordane, Norvegia, cu o suprafață de 1,11 km² și o populație de 1.077 locuitori (2013).